# Dirk Johan Stromberg
Dirk Johan Stromberg ist ein US-amerikanischer Komponist und Musikpädagoge.
Stromberg wuchs in Großbritannien, der Schweiz und den Niederlanden auf. Er studierte Musik an der Texas Tech University und am Brooklyn College. Er unterrichtete dann u. a. am Brooklyn College, der İstanbul Bilgi Üniversitesi und der Saigon Technology University. Er gab Gastvorlesungen am Konservatorium von Ho-Chi-Minh-Stadt, der Nationaluniversität von Vietnam, der Universität der Philippinen und der School of the Arts in Singapur. Außerdem war er Gründungsdirektor des Internationalen Festivals für zeitgenössische Musik von Ho-Chi-Minh-Stadt, das sich dem Austausch zwischen vietnamesischen, amerikanischen, europäischen und asiatischen Musikern widmet, und Gründer des Bilgi Interactive Sound Project.
In seinen Kompositionen verbindet Stromberg Elemente der klassischen Musik, des Jazz und der Improvisationsmusik, asiatischer Musik und der Avantgarde. Sie wurden sowohl in den USA als auch in Europa aufgeführt, im Rundfunk gesendet und auf CD aufgenommen (u. a. eine Doppel-CD mit der Komposition Tropendrift nach Gedichten von Albert Hagenaars). Stromberg war Composer in Residence am Studio for Electronic Instrumental Music (STEIM) in Amsterdam und am Brooklyn Center for Computer Music.

## Werke
- Eastern Dreams für präparierte Gitarre, 2006
- Tropendrift für Schauspieler, Kammergruppe und Live-Elektronik (Text von Albert Hagenaars, Übersetzung von John Irons), 2005
- still… für Tonband, 2005
- again… für Tonband, 2005
- The Paint They Left on My Lips für Laptop, 2005
- Needles Playing the Blues für Gitarre und Live-Elektronik, 2004
- A Few Days in a Few Seconds für Stimme und Live-Elektronik, 2004
- Sound Imprints für Laptop und Umgebungsgeräusche, 2004
- tHE sIS für Schauspieler, Tonband, Kammergruppe und Live-Elektronik, 2004
- After the Millennium Still Frustrated für Kammergruppe und Live-Elektronik, 2004
- Failing Thoughts of Memories für Streichquartett, 2003
- Cruel World für Bläsersextett und Live-Elektronik, 2003
- Descents für Gitarre, 2003
- Soothsayer für Kammergruppe (Text von William Hall), 2003
- Terminus, Kammer-Monodram, 2003
- Remnant, Kammer-Monodram, 2003
- Dream Bells für Laptop, 2003
- Time Bells für Tonband, 2003
- yet… für Tonband, 2003
- once… für Tonband, 2003
- Akeldama für gemischte Perkussion, 2002
- The Myth of Sisyphus für Cello (nach Albert Camus), 2002
- Sketches for a Self-Portrait für Gitarre, 2002
- Frantic Five für Perkussion, 2002
- Disruptions für Saxophon und Gitarre, 2001
- Heroines für Englischhorn und Klavier, 2001
- Dialogues für Bläserensemble, 2001
- Orchestral Sketches für Klavier, 2001
- 911… in Protest of für Klavier, 2001
- Piano Journals, 2000
- Buying a Father, Kammeroper (Libretto von David C. Scott), 2000
- Discordance für Englischhorn und Klavier, 2000
- Heritage für Klavierquartett, 2000
- Improvisation für zwei Instrumente, 2000
- Desolation für gemischtes Kammerensemble, 1999
- The Loss of My Enchantress für Saxophon, 1999
- Millennial Frustrations für Melodie- und Harmonieinstrument, 1999